# Bubblegum
Bubblegum (с англ. — «Жевательная резинка») — шестой сольный альбом американского рок-музыканта Марка Ланегана, изданный в 2004 году.

## История создания
Принять участие в создании альбома Марк пригласил множество своих знакомых музыкантов, таких как Пи Джей Харви, Джоша Хомме и Ника Оливери из Queens of the Stone Age, Даффа МакКагана и Иззи Стрэдлина (в прошлом из Guns N’ Roses), своего давнего соподвижника Грега Дулли, а также бывшую жену Венди Рэй Фаулер. Bubblegum записывался в течение года в Калифорнии, Техасе и Северной Каролине.

## Отзывы критиков
Альбом получил однозначное одобрение критиков и стал самой коммерчески успешной работой Ланегана. Дэйв МакГонигл из журнала Stylus Magazine сказал о Bubblegum следующее: «Это, откровенно говоря, один из самых заметных и перспективных рок-альбомов, которые вы услышите в течение всего года. <…> Это альбом, который Ланеган, казалось, всегда собирался сделать; простим ему медлительность и погрузимся прямо в него [в альбом]».
Карл Уэрхам заметил, что в альбоме «недостаёт классики, зато есть множество других наполнителей, чтобы сделать идеальный альбом. Это один из самых сильных альбомов за долгое время».
На сайте Metacritic Bubblegum оценён в 85 баллов из 100, что свидетельствует о «всеобщем признании». На сайте Playlouder альбом описан как «страшный, волнующий, интимный, сексуальный, дикий и совершенно замечательный», обозреватель ресурса также заявил, что «Bubblegum вызывает сильное привыкание, будьте осторожны!» (игра слов: Bubblegum — жевательная резинка и название альбома).

## Список композиций
Слова и музыка всех песен — Марк Ланеган.
| №                   | Название                           | Длительность |
| ------------------- | ---------------------------------- | ------------ |
| 1.                  | «When Your Number Isn't Up»        | 3:01         |
| 2.                  | «Hit the City» (при уч. PJ Harvey) | 2:48         |
| 3.                  | «Wedding Dress»                    | 3:07         |
| 4.                  | «Methamphetamine Blues»            | 3:16         |
| 5.                  | «One Hundred Days»                 | 4:36         |
| 6.                  | «Bombed»                           | 1:08         |
| 7.                  | «Strange Religion»                 | 4:07         |
| 8.                  | «Sideways in Reverse»              | 2:46         |
| 9.                  | «Come to Me» (при уч. PJ Harvey)   | 3:45         |
| 10.                 | «Like Little Willie John»          | 3:53         |
| 11.                 | «Can't Come Down»                  | 3:37         |
| 12.                 | «Morning Glory Wine»               | 4:27         |
| 13.                 | «Head»                             | 3:04         |
| 14.                 | «Driving Death Valley Blues»       | 2:48         |
| 15.                 | «Out of Nowhere»                   | 2:43         |
| Общая длительность: | Общая длительность:                | 49:06        |

## Участники записи
- Марк Ланеган — вокал, гитара
- Пи Джей Харви — вокал, бэк-вокал
- Крис Госс — гитара, фортепиано, бэк-вокал
- Трэйси Чисхолм — драм-машина
- Молли МакГуайр — бас-гитара, бэк-вокал
- Альдо Страйф — синтезатор, фортепиано, орган
- Дэвид Катчинг — орган
- Венди Рэй Фаулер — фортепиано, бэк-вокал
- Джош Хомме — гитара, бас-гитара, ударные
- Кени Ричардс — ударные
- Джим Винсент — электронные барабаны
- Майк Джонсон — гитара
- Ян Мур — бэк-вокал
- Бакка Аллен — орган
- Ален Йоханнес — гитара, бэк-вокал, бас-гитара, ударные, электронные барабаны, синтезатор, клавишные
- Наташа Шнайдер — бэк-вокал
- Бретт Нетсон — бэк-вокал
- Грег Дулли — бэк-вокал
- Ник Оливери — бэк-вокал, бас-гитара
- Джонатан Руссо — бэк-вокал
- Иззи Стрэдлин — бэк-вокал
- Дафф МакКаган — бэк-вокал
- Трой Ван Левен — фортепиано, гитара
- Джои Кастильо — ударные
- Джон Кастнер — бэк-вокал, гитара
- Эдди Нэппи — бас-гитара
- Димитри Коатс — ударные, гитара, фортепиано
- Матиас Шнибургер — бэк-вокал, гитара, фортепиано
- Мелани Кэмпбелл — бас-гитара